# Vesícula biliar
A vesícula biliar é um órgão anexo presente no organismo humano em forma de pera. Armazena até 50 ml de bile (bílis, em português europeu), que é utilizada no sistema digestivo, não sendo responsável por sua produção.

## Anatomia

Vesícula biliar e ductos locais.

A vesícula biliar tem cerca de 7–10 cm de comprimento em humanos e tem uma aparência verde-escuro devido ao seu conteúdo (bile), não ao seu tecido. É conectada ao fígado e ao duodeno através do trato biliar.
- O ducto cístico sai da vesícula biliar e se une ao ducto hepático comum para formar o ducto colédoco (ducto biliar comum).
- O ducto colédoco então se une ao ducto pancreático e entra no duodeno através da Ampola hepatopancreática (de Vater) na papila maior do duodeno (de Vater).

É vascularizada pela artéria cística que normalmente é um ramo direto da artéria hepática direita.

## Anatomia microscópica
A vesícula biliar é constituída por quatro camadas, estruturalmente distintas:
- Camada mucosa — formada por epitélio cilíndrico simples com microvilosidades e lâmina própria;
- Submucosa e muscular da mucosa — ao contrário de outras estruturas do trato gastrintestinal, a vesícula biliar não possui as camadas submucosa e muscular da mucosa;
- Camada muscular — constituída por tecido muscular liso, que contrai involuntariamente com a colecistoquinina produzida no intestino, o que provoca a secreção da bílis;
- Camada serosa ou adventícia — é muito pequena, dificilmente vista.

## Função
A vesícula biliar armazena bile, que é lançada apenas quando o alimento que contém lipídeos (gordura) entra no trato digestivo, estimulando a secreção de colecistoquinina (CCK). A bile emulsifica gorduras e neutraliza ácidos na comida parcialmente digerida.
Depois de ser armazenada na vesícula biliar, a bile se torna mais concentrada do que quando saiu do fígado, aumentando sua potência e intensificando seu efeito nas gorduras. A maior parte da digestão ocorre no duodeno.

## Doenças
As doenças mais comuns da vesícula biliar são a colelitíase e a colecistite. Muito raro, o cancro de vesícula biliar possui um prognóstico ruim.

### Colelitíase
A colelitíase é uma doença na qual há acúmulo de pedras (cálculos) na vesícula biliar.

### Colecistite
A colecistite é a inflamação da vesícula biliar. Pode ser causada por cálculos. Em seu exame pode ser encontrados seios de Rokitansky-Aschoff.

### Cancro de vesícula biliar
Um tipo raro de cancro é o cancro de vesícula biliar. É raramente detectado precocemente, pois muitas vezes a detecção é acidental através de ultrassom. Possui um prognóstico ruim se for detectado tardiamente, mesmo se a pessoa for tratada com a remoção da vesícula biliar. O risco de cancro da vesícula biliar aumenta quando os seguintes fatores (combinados ou não) estão presentes com pólipos: pedras na vesícula, idade maior de 50 anos, pólipo com diâmetro maior de 10 mm, pedículo prolongado do pólipo.